# 와시노미야역
와시노미야역(일본어: 鷲宮駅, わしのみやえき)은 일본 사이타마현 구키시에 있는 철도역이다.

## 타는 곳
| 1 | ■ 이세사키 선 | 구키·도부 동물공원·가스카베·기타센주·아사쿠사 방면 |
| 2 | ■ 이세사키 선 | 가조·하뉴·다테바야시·아시카가 시·오타 방면         |

↑ 가조 방면 

|□ |□

↓ 구키 방면

## 역세권 정보
- 와시노미야 신사
- 구 와시미야 정청(町廳)

## 역사
- 1902년 9월 6일 - 영업 개시.

## 인접역
| 도부 철도 ■ 이세사키 선 | 도부 철도 ■ 이세사키 선        | 도부 철도 ■ 이세사키 선  |
| ----------------------- | ------------------------------ | ------------------------ |
| 구키 아사쿠사 방면      | ■ 구간 급행 ■ 구간 준급 ■ 보통 | 하나사키 다테바야시 방면 |